# Paternion
Paternion [ˈpatɐni̯oːn] (slowenisch: Špatrjan) ist eine Marktgemeinde mit 5778 Einwohnern (Stand 1. Jänner 2025) im Bezirk Villach-Land in Österreich, im Bundesland Kärnten.

## Geographie
Der Markt Paternion liegt im Unteren Drautal rund 18 km nordwestlich von Villach. Das Gemeindegebiet umfasst Teile des Unteren Drautales und der Gailtaler Alpen.

### Gemeindegliederung
Die Gemeinde ist in sechs Katastralgemeinden (Feistritz an der Drau, Kamering, Kreuzen, Nikelsdorf, Paternion, Rubland) gegliedert. Das Gemeindegebiet umfasst folgende 20 Ortschaften (in Klammern Einwohnerzahl Stand 1. Jänner 2025):
- Aifersdorf (117)
- Boden (23)
- Duel (72)
- Ebenwald (80)
- Feffernitz (332)
- Feistritz an der Drau (1631)
- Feistritz an der Drau-Neusiedlung (224)
- Kamering (160)
- Kreuzen (122)
- Mühlboden (118)
- Neu-Feffernitz (1159)
- Nikelsdorf (541)
- Patendorf (19)
- Paternion (681)
- Pobersach (86)
- Pöllan (135)
- Pogöriach (186)
- Rubland (88)
- Tragail (1)
- Tragin (3)

### Nachbargemeinden
| Stockenboi              | Ferndorf                                    |             |
| Weißensee               | Kompassrose, die auf Nachbargemeinden zeigt | Fresach     |
| Sankt Stefan im Gailtal | Bad Bleiberg                                | Weißenstein |

## Geschichte

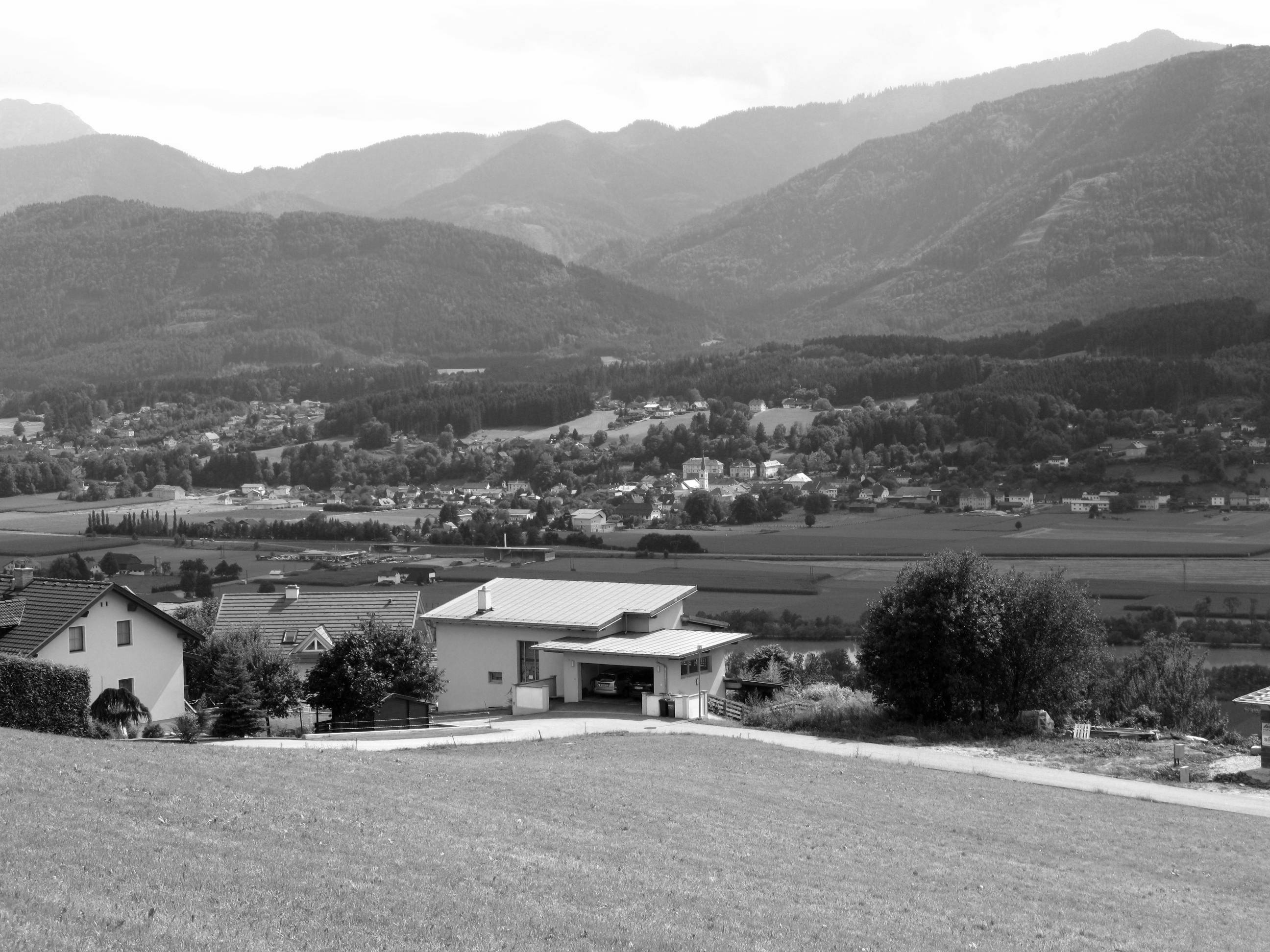
Paternion um 2008. Im Hintergrund die Gailtaler Alpen

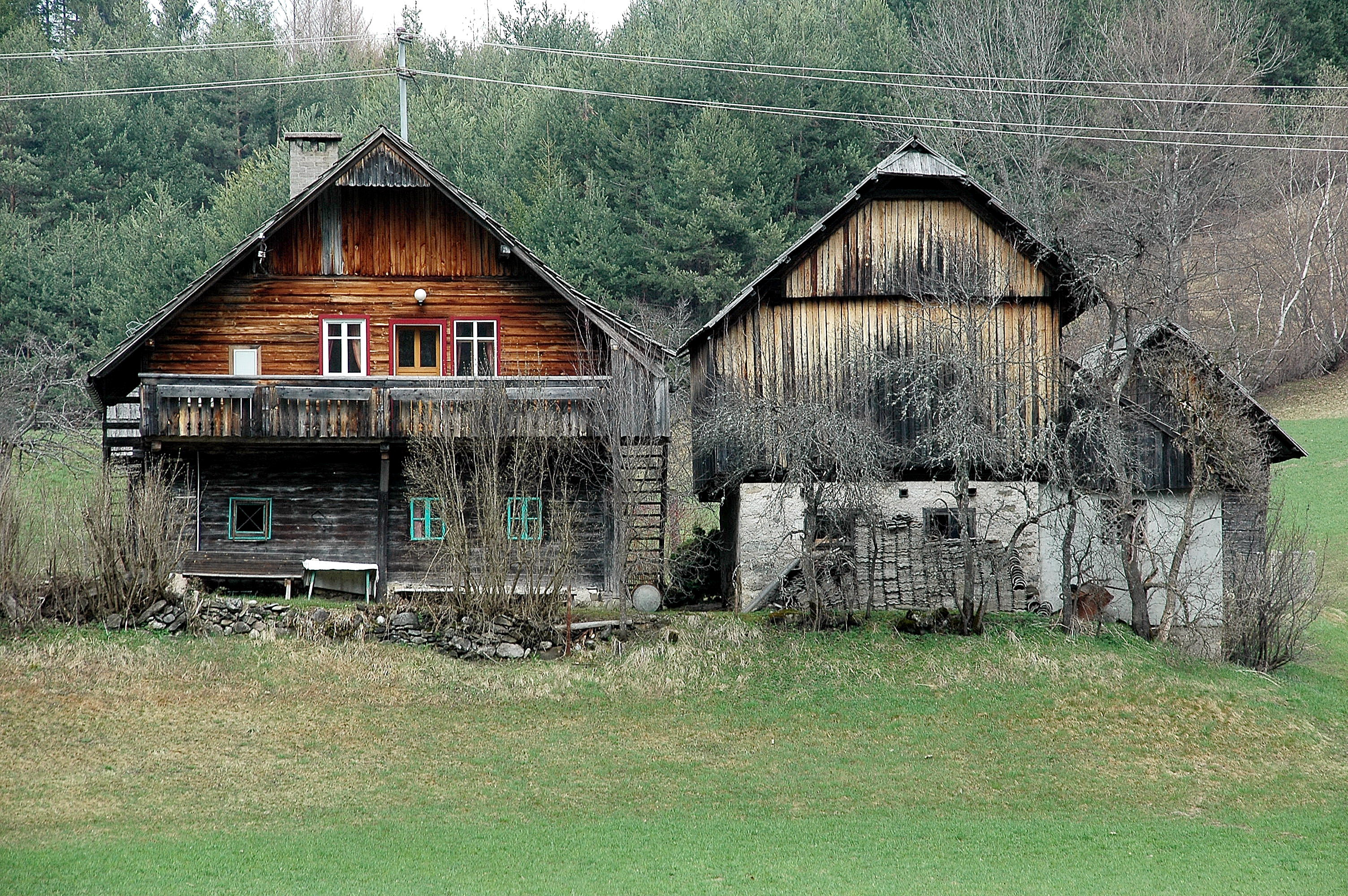
Traditioneller Einschichthof in Rubland

Wie verschiedene Funde (Steinbeile, Grab) am Gemeindegebiet zeigen, ist das Gebiet seit der Hallstattzeit permanent besiedelt. Eine erste namentliche Stammeszuordnung der Bewohner der Gegend ist zu den Norikern ab dem 3. vorchristlichen Jahrhundert möglich. Die hallstattzeitlichen Bewohner wurden vermutlich durch Zuwanderung von Kelten aus Südwestdeutschland und Ostfrankreich assimiliert. Die Annahme, dass die Illyrer in Kärnten gesiedelt hätten, gilt als überholt. Die Noriker waren ursprünglich Teilstamm der Taurisker, die vermuteten Urheber der hallstattzeitlichen Stierkopfgefäße, in der Benennung der Römer ein Teil der Gallier. Mit der steigenden Bedeutung der Noriker für Rom als Bergbauregion kehrte sich die stammeskundliche Hierarchie um und die Taurisker wurden als Teil der Noriker gesehen.
Nördlich von Feistritz im Zwickel von Drau und Weißenbach liegt die ca. 11 Hektar große Niederterrasse Auf der Görz, auf der sich wie am Holzer Berg bei Lendorf Siedlungsspuren eines keltischen Oppidums aus der Latène-Zeit finden. Bereits Ende der 1920er Jahre wurde hier ein zweiperiodiger Wall identifiziert. Eine genaue chronologische Einordnung der aufwendigen Wallanlage war aufgrund der bisherigen Funde noch nicht möglich. Das Verhältnis dieser Siedlung zum ca. 20 km entfernten Teurnia ist ungeklärt.
Wichtig dafür waren die Blei-, Zink-, Kupfer- und Eisenvorkommen, aber auch die goldhaltigen Schotter und Sande einiger Bäche. An der südlichen Außenmauer der Kirche befindet sich eine römerzeitliche Grabinschrift für die Einheimischen Tinco, Banana und Ambidrabus, eines mit 20 Jahren verstorbenen Auxiliarreiters, dem seine Eltern auf der Görz bei Feistritz einen Grabstein errichteten. Dieser Stein gilt als wichtiger Indikator für die Festlegung der Ambidravi (lateinisch), der Umwohner des Dravus, der Drautaler, die ein ursprünglich keltischer oder stark keltisierter alteuropäischer Stamm im Königreich Noricum bzw. der späteren gleichnamigen römischen Provinz waren und in den Jahrhunderten vor Christi Geburt in Oberkärnten ihr Stammesgebiet hatten. Möglicherweise war die Siedlung auf der Görz einer der Zentralorte der Ambidravi. Bei einer Siedlung auf dem Nikelsdorfer Feld handelte es sich um eine Mithrasgemeinde, hier wurde ein dem „unbesiegten Gotte Mithras“ geweihter Stein gefunden, der sich über dem Südportal der Pfarrkirche befindet und dessen Inschrift erst vor einigen Jahrzehnten abgemeißelt wurde.
Entlang der bereits in der Antike wichtigen Verkehrsachse durch das Drautal entstanden schon früh geschlossene Ansiedlungen. Auf dem Dueler Hügel wurde um 400 n. Chr. eine spätantike Befestigungsanlage errichtet. Hier stand auch eine frühchristliche Pfeilerbasilika, von der nur Fundamente erhalten sind. Die Anlage wurde um 600 zerstört. Burg und Kirche auf dem Dueler Hügel wurden 1928/1929 unter der Leitung von Rudolf Egger ausgegraben.
1296 wurde der Name St. Paternianus erstmals urkundlich erwähnt, der auf den Bischof Paternianus († um 340) des Bistums Aquileia zurückgeht, zu dem Kärnten südlich der Drau von 811 bis 1786 kirchenrechtlich gehörte. Aus der Bezeichnung in der slowenischen Mundart Š(ent)patrjan entstand der Ortsname Paternion. Der Ort wird kurz auch Markt oder Pateriân bzw. ost- und südwärts Špatrjan genannt. Der alte Sankt-Name ist ab 1341 als eccl. sancti Paterniani fassbar. 1372 heißt es sand Patrian, im 15. Jahrhundert, in der Zeit der ersten Markterwähnung 1424, Patnian.
Die Burg wurde 1354 erstmals erwähnt. Ab dem 14. Jahrhundert war Paternion ein Zentrum für den Blei- und Eisenerzabbau, ab dem 15. Jahrhundert auch für Gold. Im nahen Buchengraben wurde nach Zinnober und Quecksilber geschürft. In dieser Blütezeit des Bergbaus kamen Zuwanderer u. a. aus Deutschland ins Land, deren Familiennamen sich noch heute in der Gegend finden wie zum Beispiel die Stabers.
Ferdinand I. verlieh Paternion als Hauptort zwischen Spittal und Villach am 28. Juni 1530 die Marktrechte. Im 16. Jahrhundert bestand auch ein Landgericht.
1599 erwarb Bartholomäus (Barthlme) Khevenhüller die Herrschaft Paternion. Er starb im Jahre 1613. Der Erbe Hans VI. Khevenhüller, Sohn aus dritter Ehe des Barthlme Khevenhüller, musste im Jahre 1629 aus Glaubensgründen Kärnten verlassen und die Herrschaft veräußern. Daraufhin kaufte der aus Villach stammende venezianische Kaufmann Hans Widmann Schloss Paternion und die zugehörige Herrschaft, die sich heute noch im Besitz seiner Nachkommen, der Familie Foscari-Widmann-Rezzonico, befinden.
Im frühen 18. Jahrhundert war die Herrschaft St. Paternion eine Hochburg des Untergrund-Protestantismus. Nach Religionsunruhen in Salzburg bekannten sich immer mehr Menschen offen zum lutherischen Glauben, in unbetreuten Kirchen (etwa in Feistritz an der Drau) fanden alternative Gottesdienste statt. Die Herrschaft ging daraufhin massiv gegen die „Ketzerei“ vor. Bekennende Protestanten landeten im Gefängnis, wurden zwangsrekrutiert und schließlich deportiert: In fünf Transporten wurden zwischen 1734 und 1736 insgesamt etwa 100 Menschen unter Militärbegleitung nach Siebenbürgen verbracht. Die Deportationen lösten eine Fluchtwelle unter den zurückgebliebenen Protestanten aus. Trotz der Maßnahmen der Gegenreformation des 17. und 18. Jahrhunderts blieben viele protestantische Bewohner Paternions ihrem Glauben treu, so dass die Gemeinde auch heute noch mit rund 30 % einen vergleichsweise hohen Anteil von Einwohnern protestantischen Glaubens hat.
Im Jahr 1850 konstituierte sich die Großgemeinde Paternion, an die 1865 die aufgelöste Ortsgemeinde Rubland angeschlossen wurde, die Katastralgemeinden Kellerberg und Töplitsch hingegen wurden 1899 abgetrennt, aus ihnen entstand vorübergehend die eigenständige Ortsgemeinde Kellerberg, die schon 1905 in der Gemeinde Weißenstein aufging. Die Gegend blieb 1918 von der Spanische Grippe nicht verschont. Von der Herbstwelle der Pandemie waren im Bezirke Paternion noch im Dezember über 1000 Leute betroffen.
Im Zweiten Weltkrieg waren in Rubland Zwangsarbeiter in der Gemeinde Paternion eingesetzt.

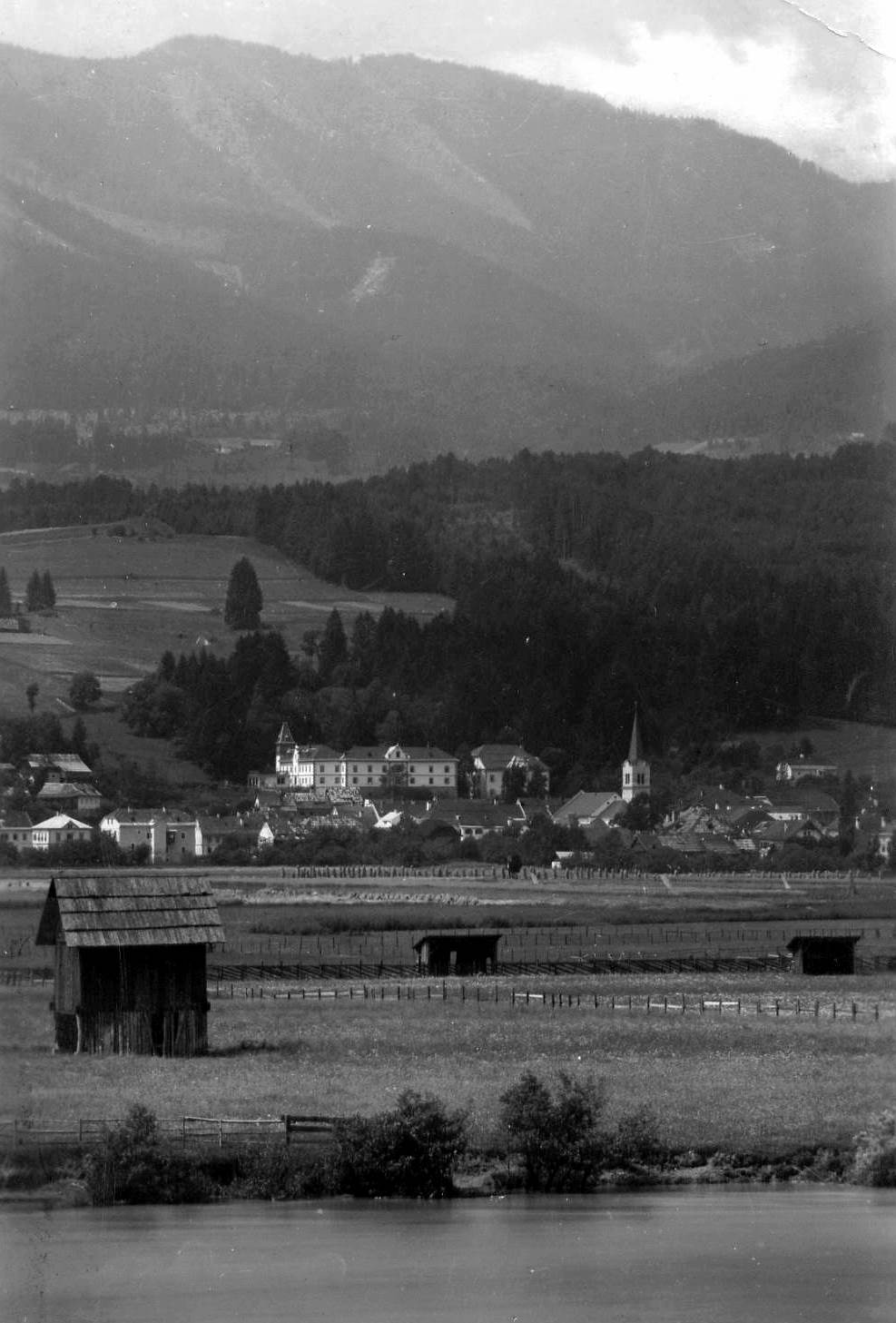
Paternion um 1915
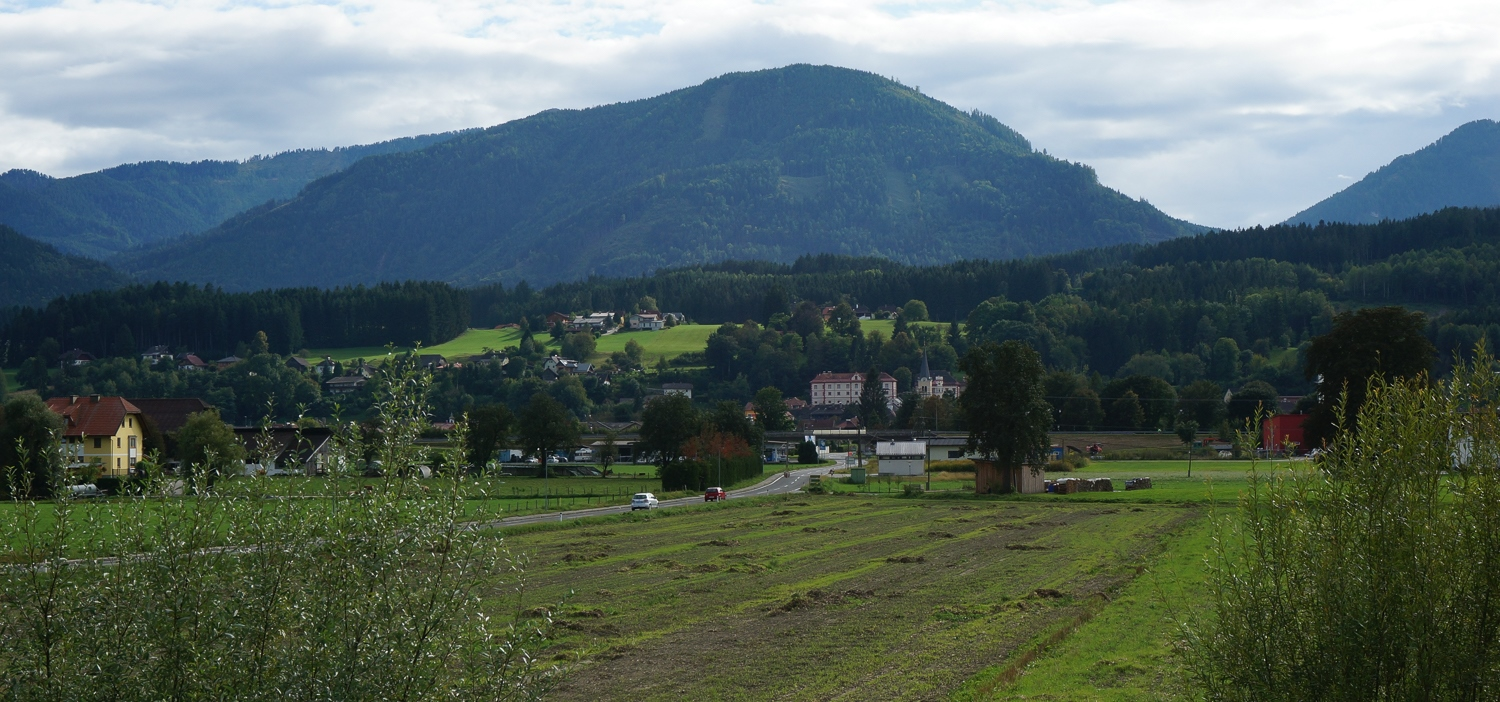
Paternion
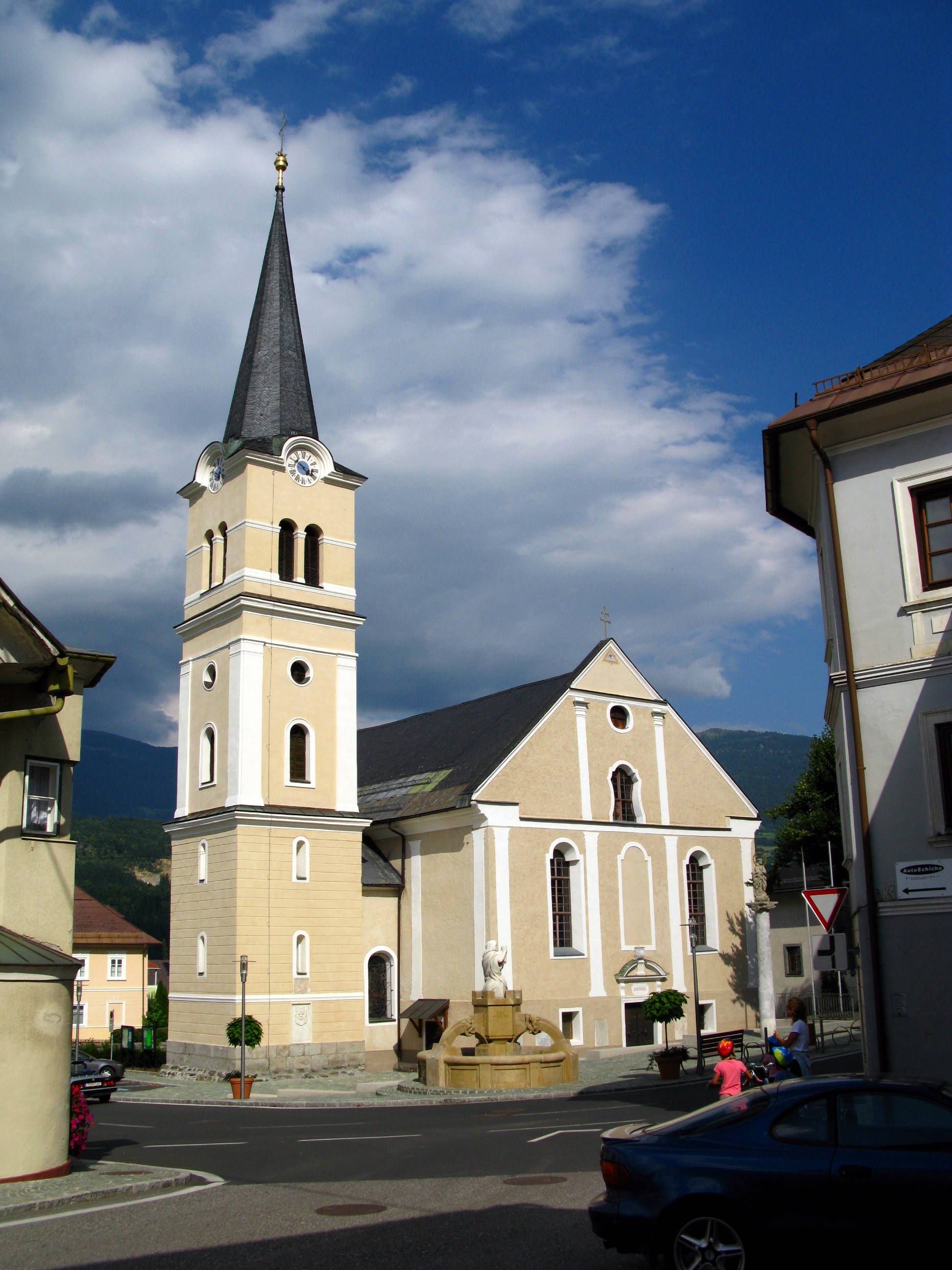
St. Paternianus
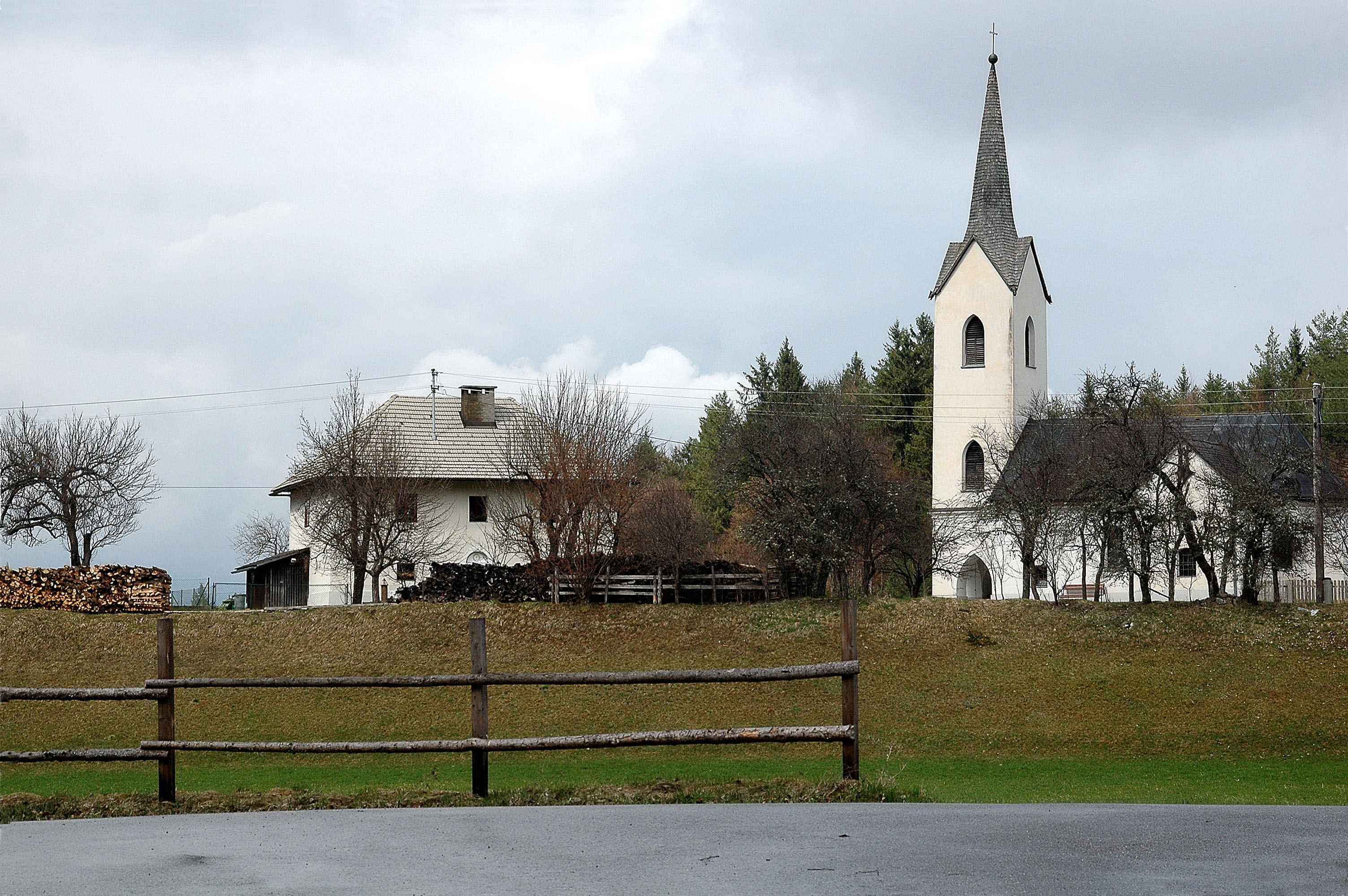
Heilige Dreifaltigkeit

### Staatsbürgerschaft, Religion
Von den Einwohnern der Marktgemeinde Paternion (Stand 2001) besitzen 93,4 % die österreichische, 2,5 % die bosnische und 1,2 % die deutsche Staatsbürgerschaft.
61,9 % der Bevölkerung bekennen sich zur römisch-katholischen und 30,2 % zur evangelischen Kirche, 2,6 % zum Islam, 4,2 % sind ohne religiöses Bekenntnis. In Feffernitz steht eine evangelische Kirche.

### Bevölkerungsentwicklung
| Paternion: Einwohnerzahlen von 1869 bis 2024        | Paternion: Einwohnerzahlen von 1869 bis 2024 | Paternion: Einwohnerzahlen von 1869 bis 2024 | Paternion: Einwohnerzahlen von 1869 bis 2024 | Paternion: Einwohnerzahlen von 1869 bis 2024 |
| --------------------------------------------------- | -------------------------------------------- | -------------------------------------------- | -------------------------------------------- | -------------------------------------------- |
| Jahr                                                |                                              |                                              |                                              | Einwohner                                    |
| 1869                                                | 1869                                         |                                              | 2.490                                        | 2.490                                        |
| 1880                                                | 1880                                         |                                              | 2.650                                        | 2.650                                        |
| 1890                                                | 1890                                         |                                              | 2.966                                        | 2.966                                        |
| 1900                                                | 1900                                         |                                              | 3.097                                        | 3.097                                        |
| 1910                                                | 1910                                         |                                              | 3.293                                        | 3.293                                        |
| 1923                                                | 1923                                         |                                              | 3.167                                        | 3.167                                        |
| 1934                                                | 1934                                         |                                              | 3.626                                        | 3.626                                        |
| 1939                                                | 1939                                         |                                              | 3.584                                        | 3.584                                        |
| 1951                                                | 1951                                         |                                              | 7.670                                        | 7.670                                        |
| 1961                                                | 1961                                         |                                              | 5.581                                        | 5.581                                        |
| 1971                                                | 1971                                         |                                              | 5.805                                        | 5.805                                        |
| 1981                                                | 1981                                         |                                              | 5.911                                        | 5.911                                        |
| 1991                                                | 1991                                         |                                              | 5.928                                        | 5.928                                        |
| 2001                                                | 2001                                         |                                              | 6.196                                        | 6.196                                        |
| 2011                                                | 2011                                         |                                              | 6.012                                        | 6.012                                        |
| 2021                                                | 2021                                         |                                              | 5.810                                        | 5.810                                        |
| 2024                                                | 2024                                         |                                              | 5.767                                        | 5.767                                        |
| Quelle(n): Statistik Austria, Gebietsstand 1.1.2021 |                                              |                                              |                                              |                                              |

Bei der Volkszählung 1869 verzeichnete Paternion 2.490 Einwohner. 1951 wurde der bisherige Höchststand, eine Spitze mit 7.670 Einwohnern erreicht. Von 1991 auf 2001 gab es einen Zuwachs der Bevölkerung, der auf einer positiven Geburtenbilanz und einer positiven Wanderungsbilanz beruhte. Von 2001 bis 2011 gab es zwar eine leicht positive Wanderungsbilanz (+ 24), aber eine stark negative Geburtenbilanz (− 208).

## Kultur und Sehenswürdigkeiten
- Kastell Duel
- Schloss Paternion
- Schloss Pöllan
- Schloss Kreuzen
- Hundskirche Kreuzen
- Evangelische Kirche Feffernitz

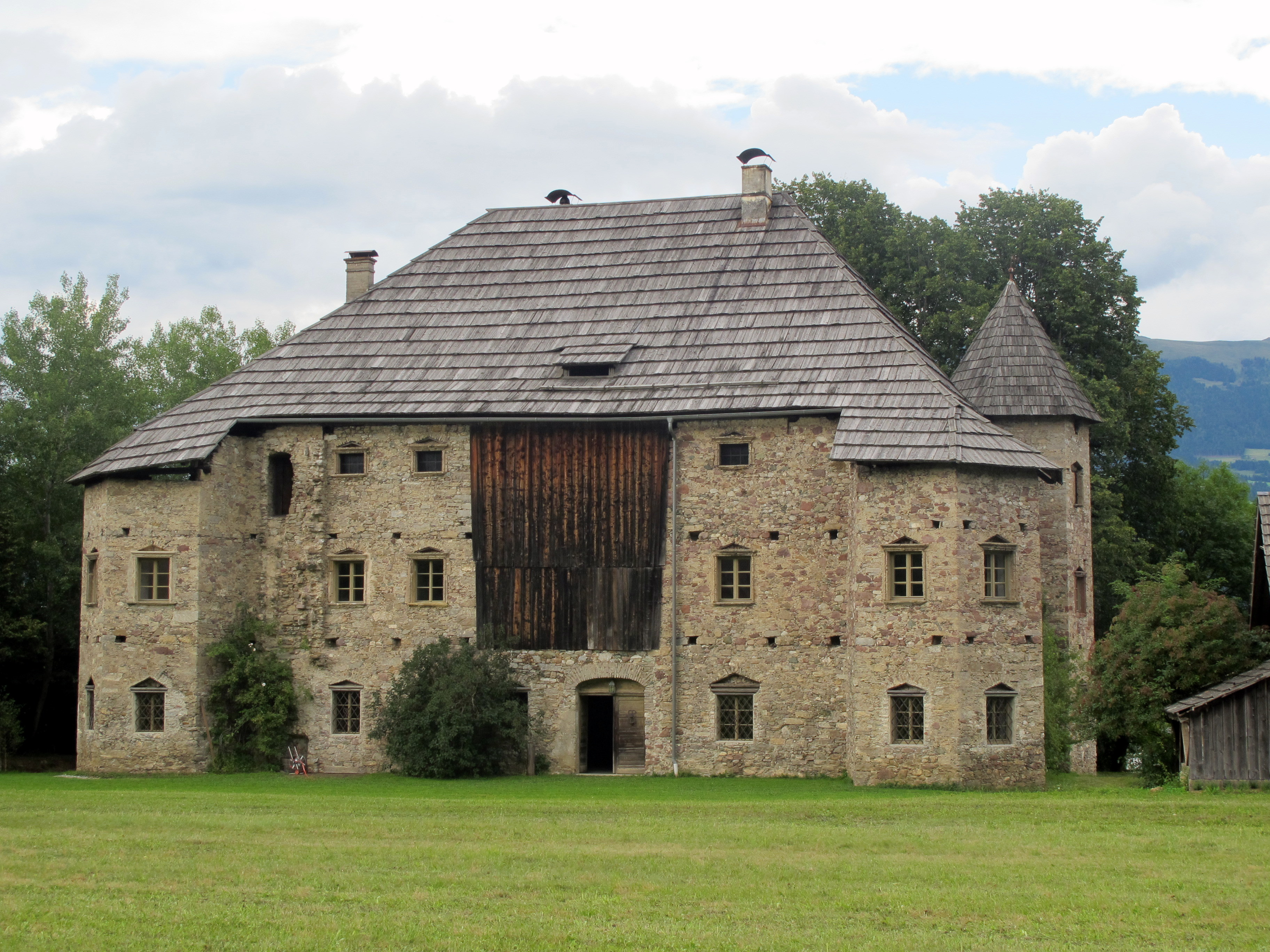
Schloss Pöllan

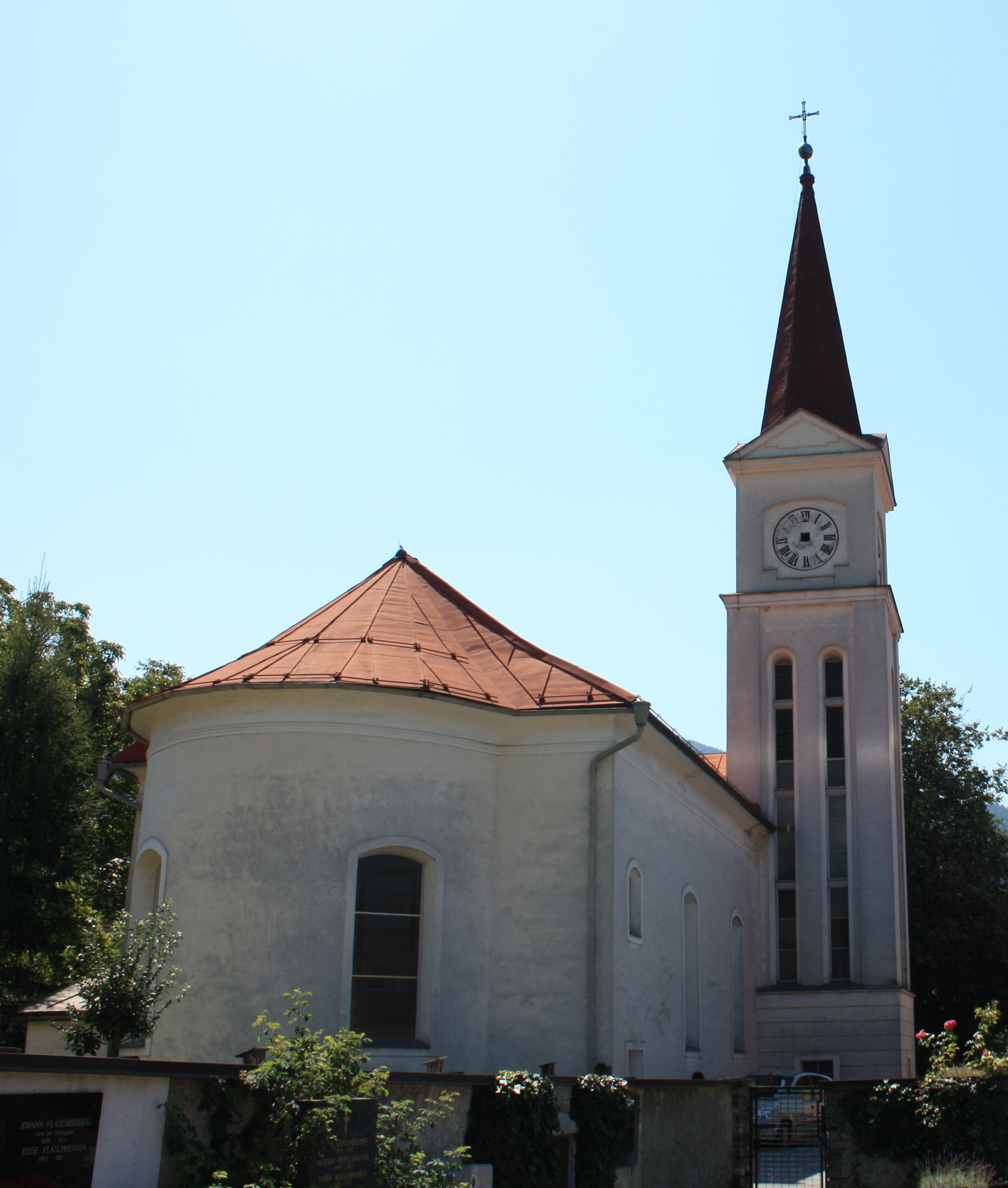
Evangelische Kirche Feffernitz

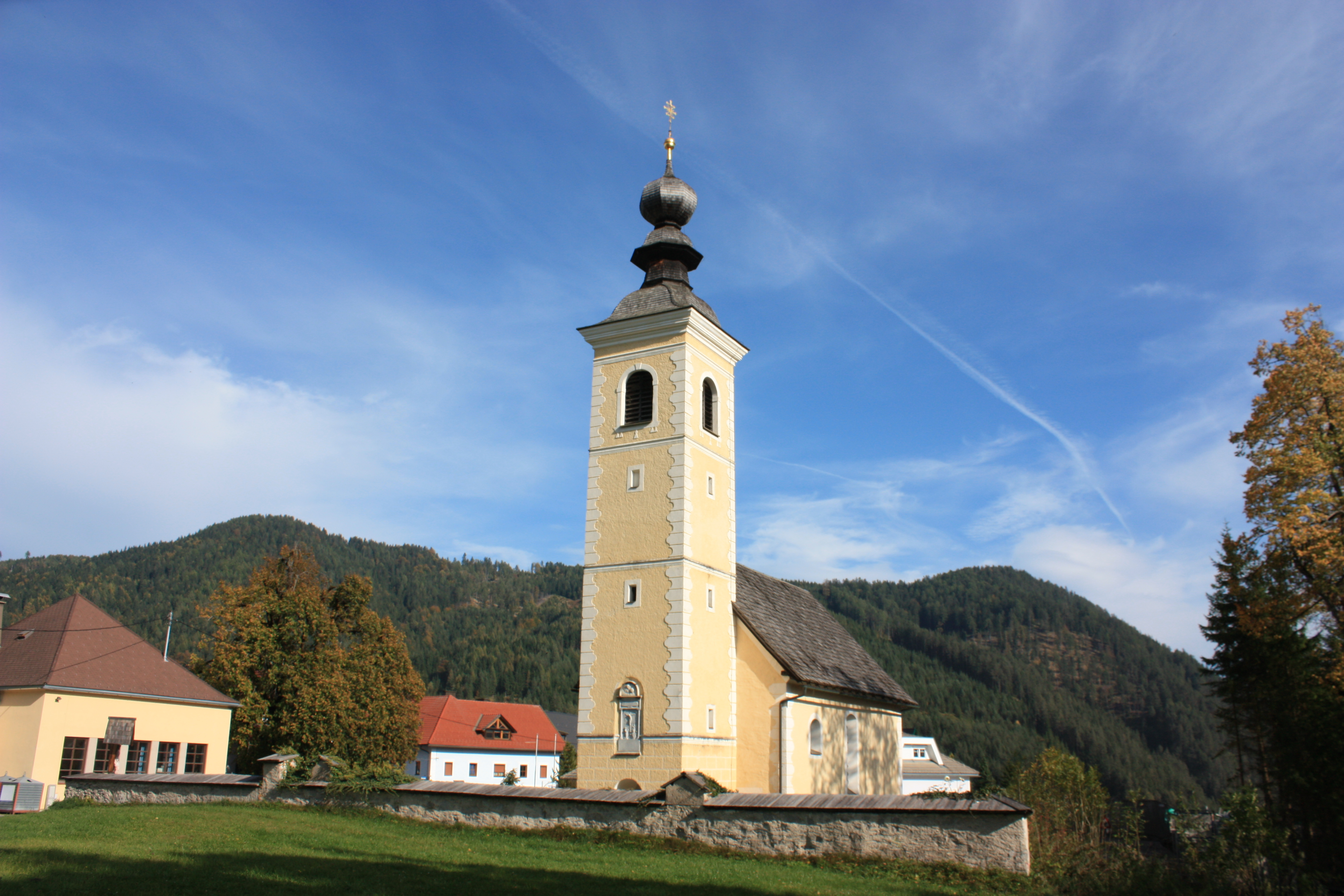
Pfarrkirche Kreuzen

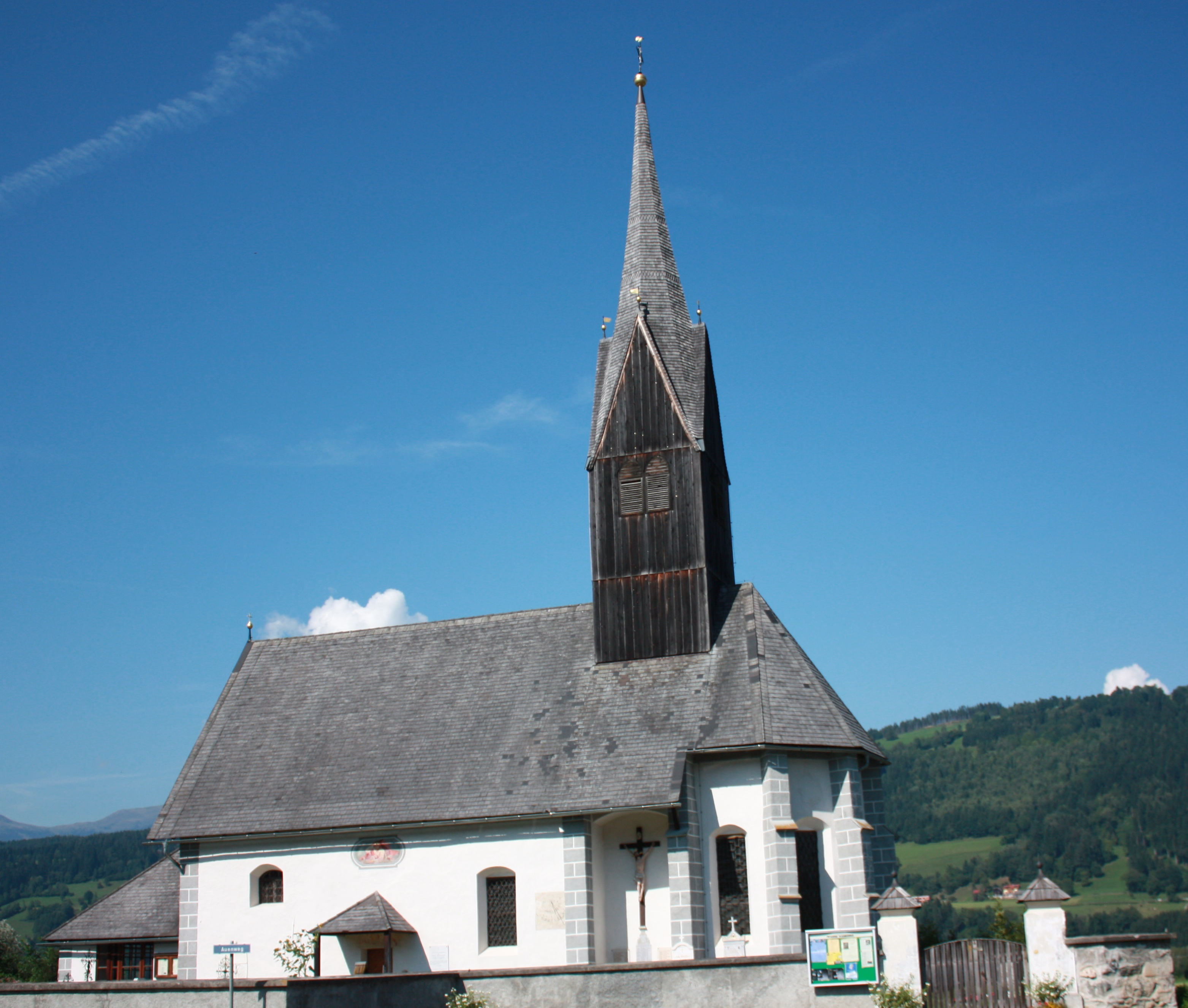
Pfarrkirche Kamering

- Katholische Pfarrkirche Feistritz an der Drau hl. Georg
- Katholische Pfarrkirche Kamering Maria Dornach
- Katholische Pfarrkirche Kreuzen Hll. Veit und Leonhard
- Katholische Filialkirche Pöllan Hll. Philippus und Jakobus
- Katholische Pfarrkirche Paternion hl. Paternianus
- Katholische Pfarrkirche Rubland Hll. Dreifaltigkeit
- Kirche Maria am Bichl in Feistritz/Drau
- Koflachgraben – lange Schlucht des Kreuznerbaches von Kreuzen bis Mögere, zu Fuß durchwanderbar
- neue Kirche in Feffernitz
- Farchtensee
- Pöllaner Teich[14]

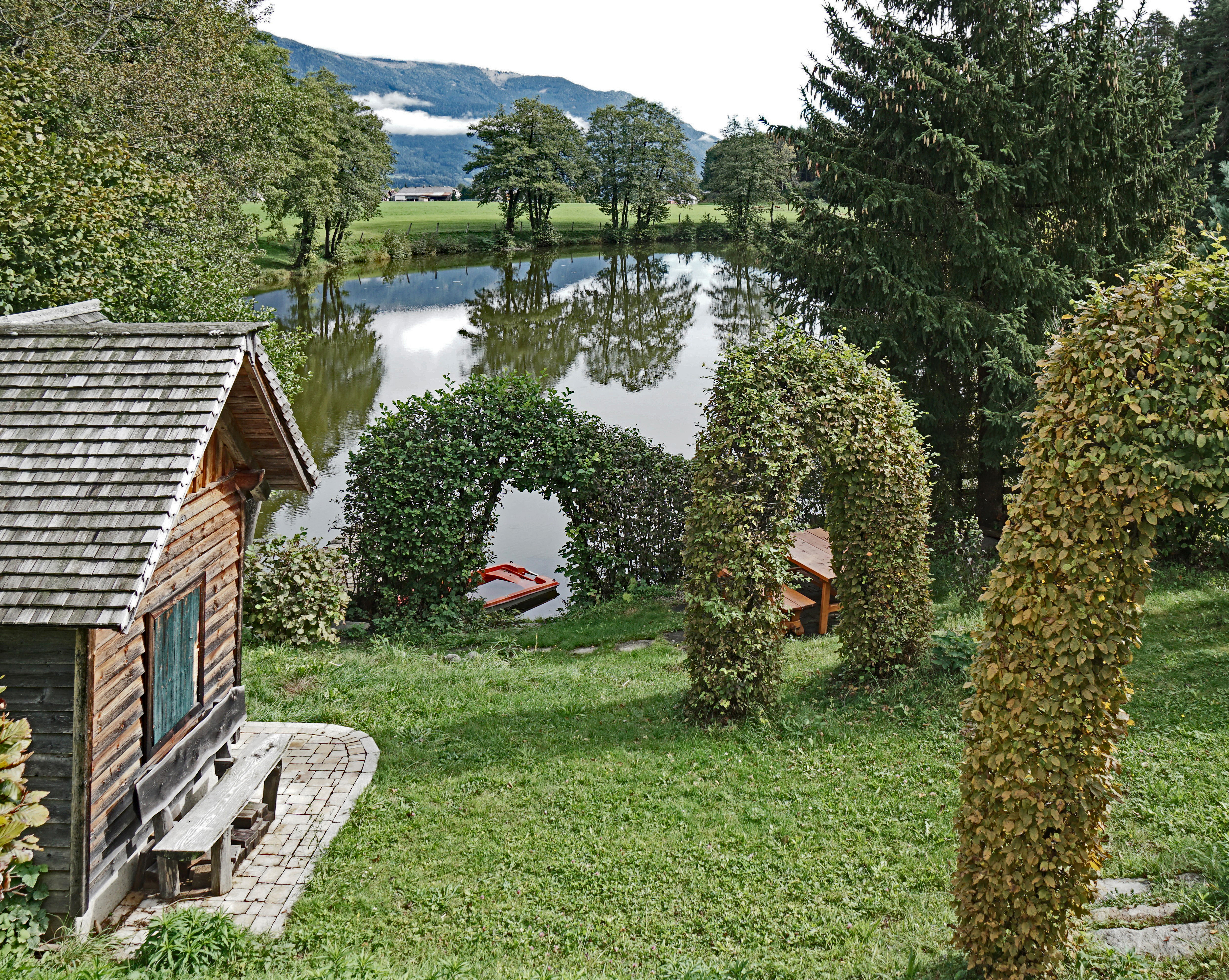
Pöllaner Teich
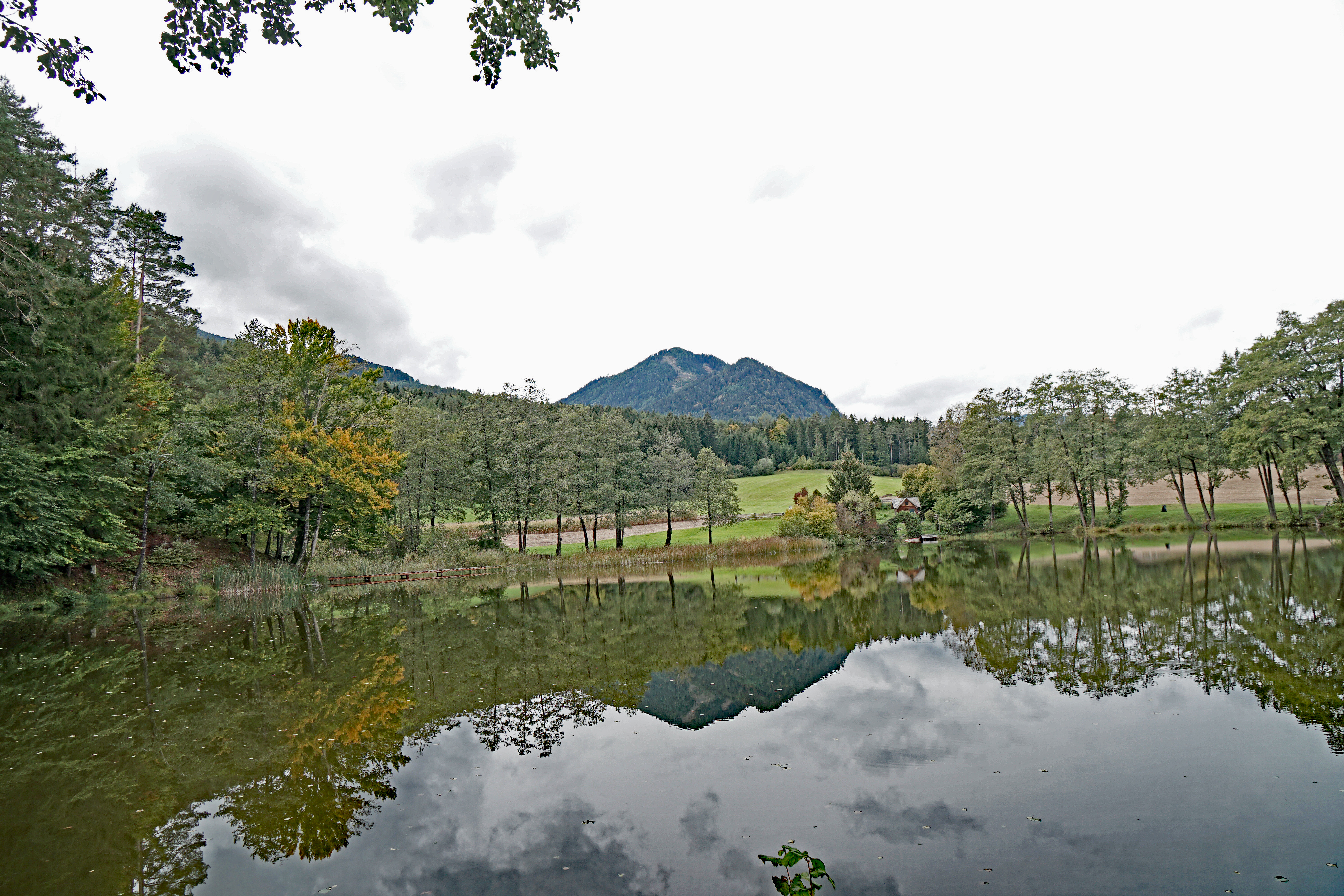
Pöllaner Teich
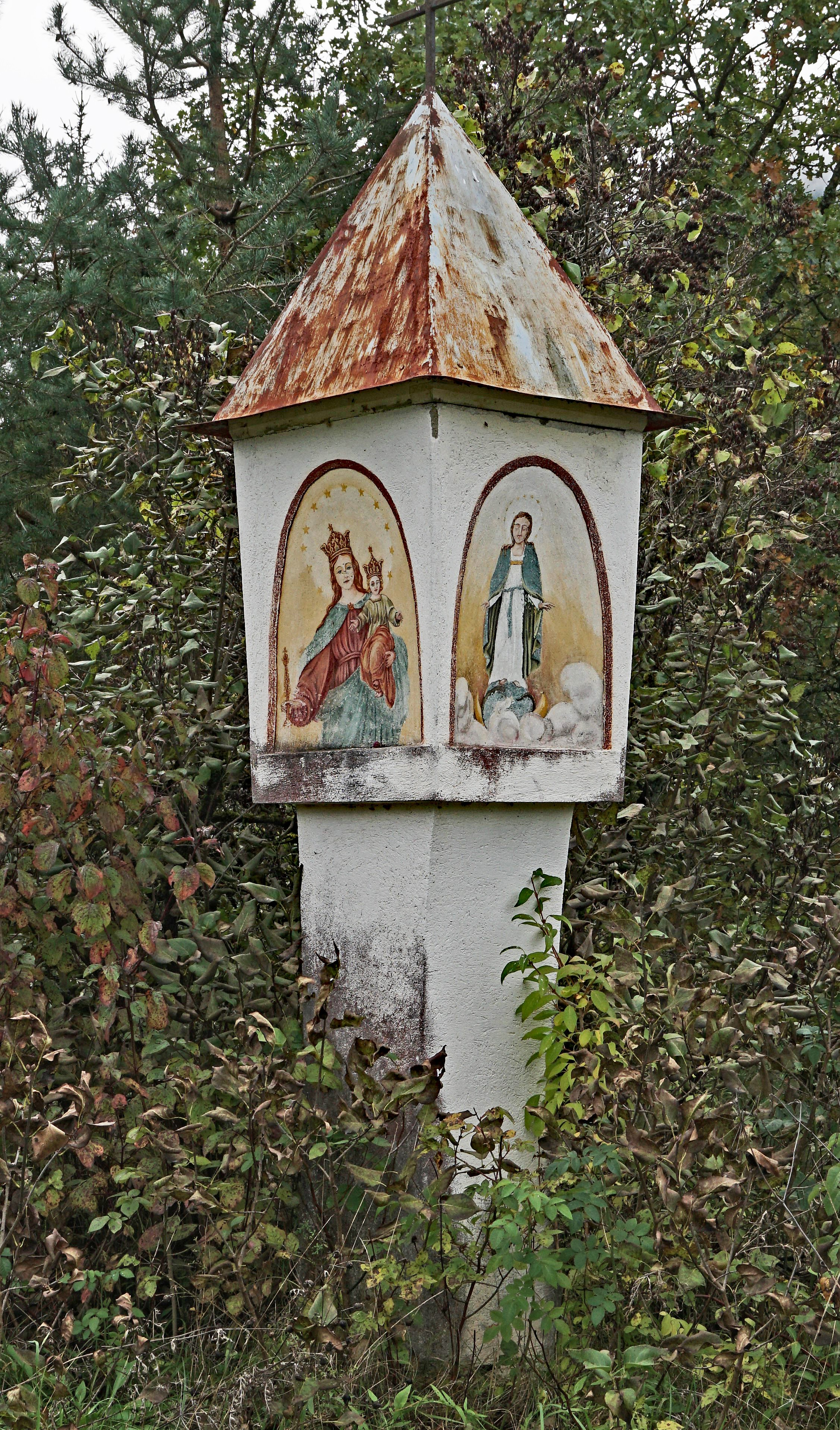
Bildstock oberhalb des Pöllaner Teiches

## Wirtschaft und Infrastruktur
Laut Volkszählung 2001 gibt es 251 Arbeitsstätten mit 1.830 Beschäftigten in der Gemeinde und 1.618 Auspendler sowie 1.014 Einpendler (2001). Es gibt 130 land- und forstwirtschaftliche Betriebe (davon 53 im Haupterwerb, 1999). Die forstwirtschaftliche Nutzfläche beträgt 74,3 km², die landwirtschaftliche Nutzfläche 16,6 km².

### Wirtschaftssektoren
Von den 105 landwirtschaftlichen Betrieben des Jahres 2010 wurden 43 im Haupt-, 69 im Nebenerwerb, 1 von einer Personengemeinschaft und 2 von juristischen Personen geführt. Die Personengemeinschaft bewirtschaftete 68 Prozent der Flächen. Im Produktionssektor arbeiteten 361 Erwerbstätige in der Bauwirtschaft, 249 im Bereich Herstellung von Waren, 154 in der Wasserver- und Abfallentsorgung und 6 im Bergbau. Die wichtigsten Arbeitgeber des Dienstleistungssektors waren die Bereiche soziale und öffentliche Dienste (343), Handel (265), Verkehr (130) und Beherbergung und Gastronomie (106 Mitarbeiter).
| Wirtschaftssektor            | Anzahl Betriebe | Anzahl Betriebe | Anzahl Betriebe | Erwerbstätige | Erwerbstätige | Erwerbstätige |
| Wirtschaftssektor            | 2021            | 2011            | 2001            | 2021          | 2011          | 2001          |
| ---------------------------- | --------------- | --------------- | --------------- | ------------- | ------------- | ------------- |
| Land- und Forstwirtschaft 1) | 68              | 105             | 127             | 139           | 131           | 109           |
| Produktion                   | 79              | 76              | 61              | 794           | 780           | 688           |
| Dienstleistung               | 297             | 266             | 190             | 1263          | 1011          | 1143          |

1) Betriebe mit Fläche in den Jahren 2010 und 1999, Arbeitsstätten im Jahr 2021

### Bildung
In der Marktgemeinde gibt es neben einer Schihauptschule eine weitere Hauptschule, vier Volksschulen, eine Sonderschule und drei Kindergärten.

### Verkehr

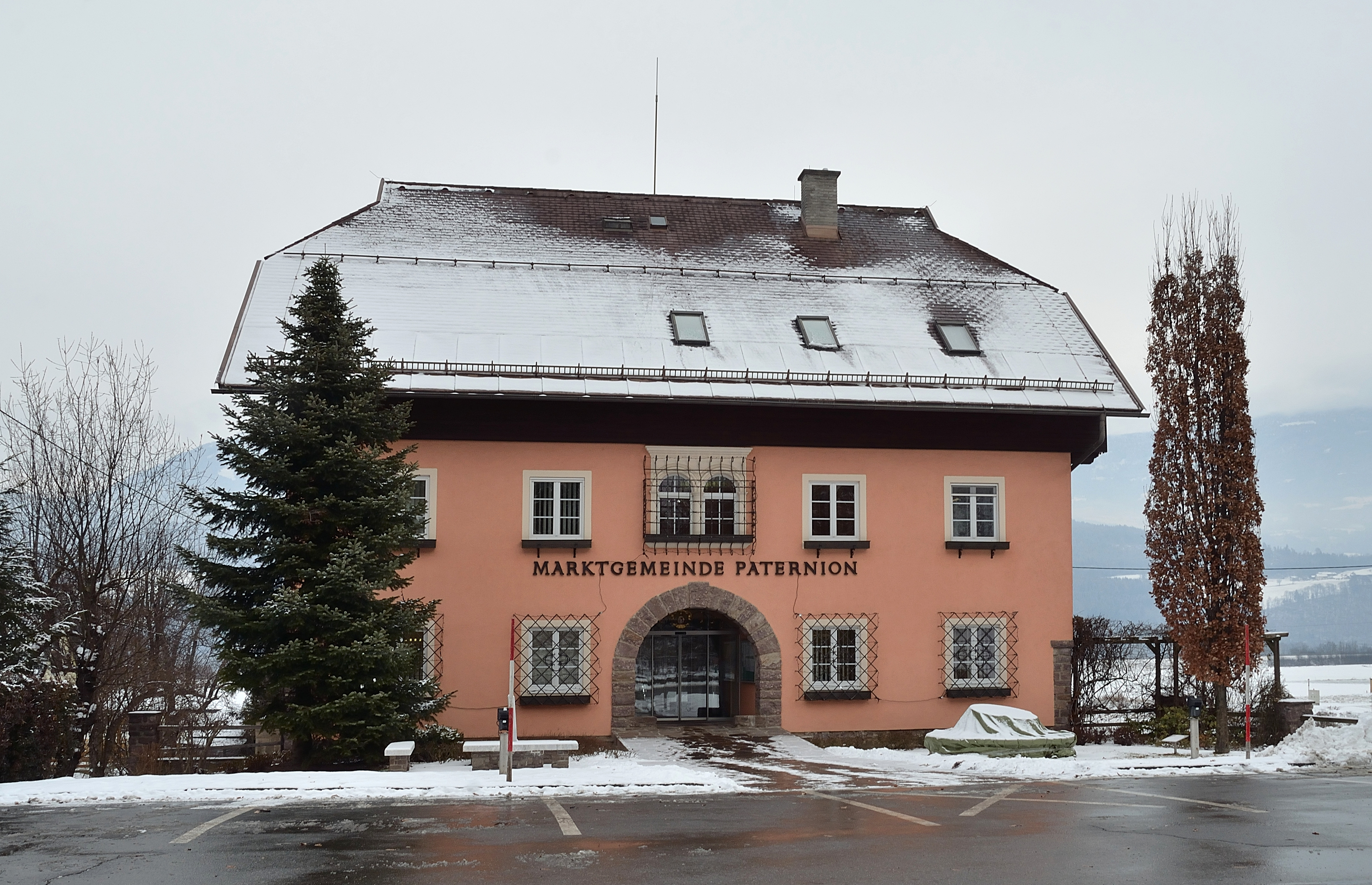
Gemeindeamt

- Straße: Die Verkehrserschließung erfolgt über die Tauern Autobahn (A 10), die Drautal Straße (B 100) sowie die Landesstraßen L31, L33, L34 und L41.
- Bahn: Der Bahnhof Paternion-Feistritz liegt an der Drautalbahn, befindet sich aber im Gemeindegebiet von Weißenstein. Unterhalb des Draukraftwerks Paternion liegt der Bahnhof Markt Paternion, vom Ortszentrum ungefähr 3 km entfernt. Hier halten alle Regionalzüge und einige Regionalexpress-Züge der Drautalbahn nach Villach und Spittal an der Drau.

## Politik

### Gemeinderat
Der Gemeinderat von Paternion hat 23 Mitglieder.
- Nach der Gemeinderatswahl 2015 setzte er sich wie folgt zusammen: 14 SPÖ, 5 Bürgerliste Marktgemeinde Paternion, Volkspartei, Freiheitliche und Unabhängige, 3 FPÖ und 1 Grüne.[19]
- Nach der Gemeinderatswahl 2021 setzt er sich wie folgt zusammen: 18 SPÖ, 2 BVP, 2 FPÖ, 1 Grüne.[20]

### Bürgermeister
Direkt gewählter Bürgermeister war ab 2008 Alfons Arnold (SPÖ).
Am 24. März 2019 wurde Manuel Müller (SPÖ) zum Bürgermeister gewählt.
Die Bürgermeister der Gemeinde seit 1850:
| 1850–1853 | Josef Dörer (Lebzelter)                                                                                       |
| 1853–1855 | Balthasar Stefaner (Kaufmann)                                                                                 |
| 1855–1863 | Ignaz Müller (Wirt)                                                                                           |
| 1863–1864 | Karl Kapeller (vulgo Lagler)                                                                                  |
| 1864–1865 | Josef Götz (Herrschaftsverweser)                                                                              |
| 1865–1866 | Josef Plazotta (Kaufmann)                                                                                     |
| 1866–1868 | Bartl Gradnitzer (vulgo Bacher)                                                                               |
| 1868–1873 | Johann Santer (vulgo Mahd)                                                                                    |
| 1873–1883 | Mathias Kapeller (vulgo Lagler)                                                                               |
| 1883–1913 | Philipp Müller (vulgo Tell)                                                                                   |
| 1913–1918 | Johann Kapeller (vulgo Lochbräuer)                                                                            |
| 1918–1920 | Jakob Winkler (Kaufmann)                                                                                      |
| 1920–1921 | Johann Kapeller (vulgo Lochbräuer)                                                                            |
| 1921–1928 | Karl Waidacher (Besitzer)                                                                                     |
| 1928–1932 | Johann Steiner (vulgo Laber)                                                                                  |
| 1932–1938 | Johann Winkler                                                                                                |
| 1938–1945 | Josef Bartlmä (Schuldirektor Kreuzen), Karl Klabutscher (Sprenglermeister), Philipp Müller (Fleischermeister) |
| 1945–1946 | Franz Watzinger (Hauptschuldirektor)                                                                          |
| 1946–1964 | Alois Gasser (Landwirt)                                                                                       |
| 1964–1985 | Karl Wilhelm Müller (Landesschulinspektor)                                                                    |
| 1985–1991 | Hermann Scheidenberger (Beamter)                                                                              |
| 1991–2008 | Georg Eder (Betriebsschlosser)                                                                                |
| 2008–2018 | Alfons Arnold                                                                                                 |
| ab 2019   | Manuel Müller                                                                                                 |

### Wappen
Eine Wappen- und Siegelführung ist für die Marktgemeinde bereits seit mindestens 1713 nachgewiesen, es wurde dem Markt vermutlich im 17. Jahrhundert verliehen oder einfach übernommen. Die Vorlage für das heutige Wappen lieferte das älteste überlieferte Siegel aus dem Jahr 1713. Da Paternium nie ummauert war, symbolisieren die bezinnten Mauern und der Turm im Schildfuß wohl die bürgerliche Selbstverteidigung, aus der der Pfarr- und Marktpatron Paternianus als Wächter und Verteidiger herauswächst.
Wappen und Fahne wurden der Marktgemeinde am 2. Juni 1980 offiziell verliehen. Die heraldische Beschreibung lautet:

„In Rot aus silberner vierzinniger Mauer mit dreizinnigem Torturm wachsend der Heilige Paternianus in silbergefasstem blauen Mantel, gleicher Mitra und violettem Unterkleid, in der linken ein offenes silbernes Buch, in der Rechten einen silbernen Bischofsstab haltend. Die Fahne zeigt die Farben Rot-Weiß mit eingearbeitetem Wappen.“

### Gemeindepartnerschaft
- Ladenburg, Deutschland[25]

## Persönlichkeiten

### Söhne und Töchter der Gemeinde
- Josef Götz (1823–1894), Politiker, Mitglied des Abgeordnetenhauses 1875–1879[26]
- Peter Salcher (1848–1928), Physiker und Fotopionier
- Josef Wegscheider (1897–1939), Zeuge Jehovas, Wehrdienstverweigerer
- Stefan Sodat (1907–1988)[27], ÖVP-Politiker, Landtagsabgeordneter[28]
- Egon Reuer (1925–2004), Anthropologe, Lehrstuhlinhaber an der TU Braunschweig
- Stefan Sodat (* 1941), Skirennläufer[29]
- Franz Jenull (1949–2017), Maler
- Josef Winkler (* 1953 in Kamering), Autor
- Emil Krištof (* 1957), Jazzmusiker
- Franz-Joseph Huainigg (* 1966), Schriftsteller und ÖVP-Nationalratsabgeordneter
- Horst Hofer (* 1967), Brigadier des österreichischen Bundesheeres
- Jutta Fastian (* 1969), Schauspielerin
- Udo Wenders (* 1972), Sänger und Kabarettist

### Mit der Gemeinde verbundene Persönlichkeiten
- Johann Gallo (* 1944), Ziviltechniker und Politiker (FPK)
- Rainer M. Osinger (* 1970), Illustrator, Maler, Grafiker, Karikaturist und Kinderbuchautor
- Günther Steyrer (1931–1986), Mundartdichter, Komponist, Chorleiter der Singgemeinschaft Feistritz/Drau